# Maria di Francia (contessa di Champagne)
Maria di Francia, o Maria di Champagne (aprile 1145 – 11 marzo 1198), fu contessa consorte di Champagne, dal 1164 al 1181, e poi Contessa reggente di Champagne (contessa di Troyes e contessa di Meaux) e di Brie dal 1181 al 1197.

## Origine
Sia secondo il cronista e monaco benedettino inglese, Matteo di Parigi, che secondo la Chronica Albrici Monachi Trium Fontium, Maria era la figlia primogenita di Luigi VII, detto il Giovane, re di Francia, e della duchessa d'Aquitania e Guascogna e contessa di Poitiers, Eleonora d'Aquitania, che, ancora secondo la Chronica Albrici Monachi Trium Fontium, era la figlia primogenita del duca di Aquitania, duca di Guascogna e conte di Poitiers, Guglielmo X il Tolosano e della sua prima moglie, Aénor di Châtellerault († dopo il 1130), figlia del visconte Americo I di Châtellerault e della Maubergeon, che al momento della sua nascita era l'amante di suo nonno Guglielmo IX il Trovatore.
Luigi VII, detto il Giovane, era il figlio maschio secondogenito del re di Francia Luigi VI e Adelaide di Savoia(1092 - 1154), che era figlia del conte di Savoia, Umberto II di Savoia (1065 – 1103), e di Gisella di Borgogna (ca. 1070 - aprile 1133), a sua volta figlia di Guglielmo I di Borgogna (1020 – Besançon, 1087), detto il Grande o l'Ardito, conte di Borgogna, conte di Mâcon e conte di Vienne.
Maria era la sorellastra del re di Francia, Filippo Augusto, ma anche dei re d'Inghilterra, Riccardo Cuor di Leone e Giovanni Senzaterra.

## Biografia

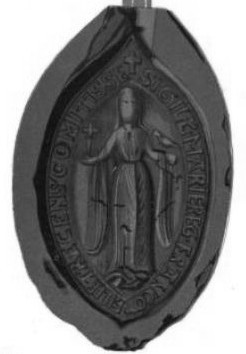
Maria di Francia

Nel 1147, i suoi genitori, Luigi VII, detto il Giovane, ed Eleonora d'Aquitania, presero parte alla Seconda crociata, che si concluse con lo scacco subito a Damasco (mancata conquista della città), nel 1148, oltre ad altri fattori crearono dissapori tra i coniugi, che rientrarono in patria, separatamente, nel 1149.
Nel 1152, su richiesta di Luigi, il matrimonio fu annullato per consanguineità, ed i suoi genitori si separarono; Maria rimase alla corte di Francia col padre, mentre la madre si risposò col conte d'Angiò e duca di Normandia, Enrico, futuro re d'Inghilterra.
Nel 1154 suo padre si risposò con Costanza di Castiglia (1140-1160), figlia di Alfonso VII di Castiglia (1105-1157), re di Castiglia, León, Asturie e Galizia.
Nel 1160 suo padre, Luigi VII, rimasto vedovo, si risposò con Adèle di Champagne, stabilendo che Maria avrebbe sposato un fratello di sua moglie, come ci conferma la Chronica Albrici Monachi Trium Fontium.
Nel 1164, come conferma il cronista e monaco benedettino inglese, Matteo di Parigi, Maria sposò il Conte di Champagne (conte di Troyes e conte di Meaux) e di Brie Enrico I il Liberale (1126- † 1181), che sia secondo Guglielmo arcivescovo della città di Tiro, nell'odierno Libano, che secondo la Chronica Albrici Monachi Trium Fontium, era il figlio primogenito del conte di Blois, di Chartres e di Châteaudun, Provins, signore di Sancerre e Amboise (Tebaldo IV), e poi conte di Conte di Champagne (conte di Troyes e conte di Meaux Tebaldo II), Tebaldo e della moglie, che sempre secondo la Chronica Albrici Monachi Trium Fontium era Matilde di Carinzia ( ca. 1106; † 1160) del Casato degli Sponheim, figlia del Margravio d'Istria, duca di Carinzia, reggente della Marca di Verona, Enghelberto e di Uta di Passau.
Nel 1179, suo marito fece un pellegrinaggio a Gerusalemme, assieme a Filippo I di Fiandra; il viaggio in Terra santa ci viene confermato dalla Chronica Albrici Monachi Trium Fontium, che riporta che Enrico (comes Henricus Trecensis), nel 1181, era da poco rientrato dalla Palestina (a transmarinis partibus reversus). In quel periodo Maria assunse la reggenza della contea, in attesa che i figli, Enrico e Tebaldo, divenissero maggiorenni
Suo marito, Enrico, come ci viene confermato dalla Chronica Albrici Monachi Trium Fontium, morì nel 1181, poco dopo essere ritornato nella sua contea. I necrologi dell'abbazia di Mores, riportano la morte di Enrico (comes Henricus Trecensis) il 17 marzo (XVI° Kalendas Aprilis). La Chronique de Robert de Torigni, abbé du Mont-Saint-Michel, tome II riporta la morte di Enrico (Henricus comes Trecensis) nel 1182, succeduto dal figlio Enrico (Henricus filius eius natus ex filia Ludovici regis Francorum); infine gli Obituaires de Sens Tome II, Eglise cathédrale de Chartres, Obituaire du xii siècle confermano che Enrico (Henrici comitis Trecensi) morì il 17 marzo (XVI Kal Apr) del 1181. Alla morte del marito, assunse la reggenza della contea per conto del figlio Enrico sino al 1187.
Nel 1190, riassunse la reggenza della contea, per la partenza di Enrico per la Terra santa, dove diventerà re di Gerusalemme. Alla morte di Enrico (1197), lasciò la contea all'altro figlio, Tebaldo, e si ritirò in convento, dove morì l'anno dopo, come ci conferma la Chronica Albrici Monachi Trium Fontium.
Fu amante della letteratura e protettrice degli artisti, come Andrea Cappellano e Chrétien de Troyes, che ospitò alla sua corte. Fu lei stessa letterata, scrivendo sia in francese che in latino; tra il 1170 ed il 1173, frequentò la corte della madre a Poitiers, frequentata da letterati e trovatori, dove ebbe un buon rapporto col fratellastro, Riccardo Cuor di Leone.

## Figli
Maria ad Enrico diede quattro figli:
- Enrico (1166-1197), conte di Champagne[10], poi re di Gerusalemme;
- Maria[2] (1174-1204), sposa di Baldovino I di Costantinopoli[16];
- Tebaldo (1179 † 1201), conte di Champagne[10];
- Scolastica († 1219), sposa di Guglielmo IV, conte di Mâcon[16].

## Ascendenza
|                          |                          |                               | Genitori                      |  |  | Nonni |  |  | Bisnonni             |  |  | Trisnonni           |  |
|                          |                          |                               |                               |  |  |       |  |  | Filippo I di Francia |  |  | Enrico I di Francia |  |
|                          |                          |                               |                               |  |  |       |  |  | Filippo I di Francia |  |  | Enrico I di Francia |  |
|                          |                          | Anna di Kiev                  |                               |  |  |       |  |  | Filippo I di Francia |  |  |                     |  |
| Luigi VI di Francia      |                          |                               |                               |  |  |       |  |  | Filippo I di Francia |  |  |                     |  |
|                          |                          | Berta d'Olanda                | Fiorenzo I d'Olanda           |  |  |       |  |  |                      |  |  |                     |  |
|                          |                          | Berta d'Olanda                | Fiorenzo I d'Olanda           |  |  |       |  |  |                      |  |  |                     |  |
|                          |                          | Berta d'Olanda                | Gertrude Billung              |  |  |       |  |  |                      |  |  |                     |  |
| Luigi VII di Francia     |                          | Berta d'Olanda                |                               |  |  |       |  |  |                      |  |  |                     |  |
|                          |                          | Umberto II di Savoia          | Amedeo II di Savoia           |  |  |       |  |  |                      |  |  |                     |  |
|                          |                          | Umberto II di Savoia          | Amedeo II di Savoia           |  |  |       |  |  |                      |  |  |                     |  |
|                          |                          | Umberto II di Savoia          | Giovanna di Ginevra           |  |  |       |  |  |                      |  |  |                     |  |
| Adelaide di Savoia       |                          | Umberto II di Savoia          |                               |  |  |       |  |  |                      |  |  |                     |  |
|                          |                          | Giselda di Borgogna           | Guglielmo I di Borgogna       |  |  |       |  |  |                      |  |  |                     |  |
|                          |                          | Giselda di Borgogna           | Guglielmo I di Borgogna       |  |  |       |  |  |                      |  |  |                     |  |
|                          |                          | Giselda di Borgogna           | Stefania di Borgogna          |  |  |       |  |  |                      |  |  |                     |  |
| Maria di Francia         |                          | Giselda di Borgogna           |                               |  |  |       |  |  |                      |  |  |                     |  |
|                          | Guglielmo IX d'Aquitania | Guglielmo VIII di Aquitania   |                               |  |  |       |  |  |                      |  |  |                     |  |
|                          | Guglielmo IX d'Aquitania | Guglielmo VIII di Aquitania   |                               |  |  |       |  |  |                      |  |  |                     |  |
|                          | Guglielmo IX d'Aquitania | Hildegarda di Borgogna        |                               |  |  |       |  |  |                      |  |  |                     |  |
| Guglielmo X di Aquitania | Guglielmo IX d'Aquitania |                               |                               |  |  |       |  |  |                      |  |  |                     |  |
|                          |                          | Filippa di Tolosa             | Guglielmo IV di Tolosa        |  |  |       |  |  |                      |  |  |                     |  |
|                          |                          | Filippa di Tolosa             | Guglielmo IV di Tolosa        |  |  |       |  |  |                      |  |  |                     |  |
|                          |                          | Filippa di Tolosa             | Emma di Mortain               |  |  |       |  |  |                      |  |  |                     |  |
| Eleonora d'Aquitania     |                          | Filippa di Tolosa             |                               |  |  |       |  |  |                      |  |  |                     |  |
|                          |                          | Aymeric I di Châtellerault    | Bosone II di Châtellerault    |  |  |       |  |  |                      |  |  |                     |  |
|                          |                          | Aymeric I di Châtellerault    | Bosone II di Châtellerault    |  |  |       |  |  |                      |  |  |                     |  |
|                          |                          | Aymeric I di Châtellerault    | Aleanor de Thouars            |  |  |       |  |  |                      |  |  |                     |  |
| Aénor di Châtellerault   |                          | Aymeric I di Châtellerault    |                               |  |  |       |  |  |                      |  |  |                     |  |
|                          |                          | Dangereuse de L'Isle Bouchard | Barthélemy de l'Isle Bouchard |  |  |       |  |  |                      |  |  |                     |  |
|                          |                          | Dangereuse de L'Isle Bouchard | Barthélemy de l'Isle Bouchard |  |  |       |  |  |                      |  |  |                     |  |
|                          |                          | Dangereuse de L'Isle Bouchard | Tcheletis de Trèves           |  |  |       |  |  |                      |  |  |                     |  |
|                          |                          | Dangereuse de L'Isle Bouchard |                               |  |  |       |  |  |                      |  |  |                     |  |

## Curiosità
- Alcuni studiosi hanno identificato Maria di Francia con la coeva ed omonima poetessa, la più antica di Francia, autrice della raccolta di favole intitolata Isopet, e celebre in particolare per i suoi Lais (composti verso il 1170): dodici leggende in versi ottonari, in couplets a rima baciata, tratte soprattutto dal ciclo bretone e dalla tradizione orale.

### Fonti primarie
- (LA)  William of Tyre, Historia rerum in partibus transmarinis gestarum.
- (LA)  Matthæi Parisiensis, monachi Sancti Albani, Chronica majora, vol I.
- (LA)  Matthæi Parisiensis, monachi Sancti Albani, Chronica majora, vol II.
- (LA)  Chartes de l'abbaye de Mores (Aube).
- (LA)  Obituaires de la province de Sens. Tome 2.
- (LA)  Chronique de Robert de Torigni, abbé du Mont-Saint-Michel, tome II.
- (LA)  Monumenta Germaniae Historica, Scriptores, tomus XIII.
- (LA)  Monumenta Germanica Historica, tomus XXIII.
- (LA)  Ordericus Vitalis, Historia Ecclesiastica, vol. II.
- (LA)  Ordericus Vitalis, Historia Ecclesiastica, vol. unicum.
- (LA)  ORDERICI VITALIS, ECCLESIASTICtE historije, LIBRI TREDECIM., TOMUS III.

### Letteratura storiografica
- Louis Halphen, La Francia: Luigi VI e Luigi VII (1108-1180), in «Storia del mondo medievale», cap. XVII, vol. V, 1999, pp. 705–739